# Teoklet II (arcybiskup Aten)
Teoklet II, imię świeckie Teoklitos Panajotopoulos (ur. 1890 w Dimitsanie w Arkadii, zm. 8 stycznia 1962 w Atenach) – grecki biskup prawosławny, zwierzchnik Greckiego Kościoła Prawosławnego w latach 1958–1962.

## Życiorys
Ukończył studia na wydziale teologicznym uniwersytetu ateńskiego. Wyświęcony na księdza w 1914, pełnił służbę duszpasterską w Lamii. W latach 1923–1924 pełnił funkcję sekretarza Świętego Synodu Greckiego Kościoła Prawosławnego. Wyświęcony na biskupa w 1924, w 1931 objął zwierzchnictwo nad eparchią Kalawrity. W 1944 wybrany metropolitą Patras. Po śmierci arcybiskupa Doroteusza, 7 sierpnia 1958 Sobór Greckiego Kościoła Prawosławnego wybrał Teokleta na zwierzchnika Kościoła z tytułem arcybiskupa Aten i całej Grecji.
W październiku 1961 zachorował na grypę. Jej efektem były komplikacje neurologiczne, które doprowadziły w styczniu 1962 do śmierci duchownego.